# Дасько, Михаил Антонович
Михаи́л Анто́нович Дасько́ (род. 26 января 1961, Защебье) — советский и российский легкоатлет, специалист по бегу на средние и длинные дистанции, легкоатлетическому кроссу. Выступал за сборные СССР, СНГ и России по лёгкой атлетике во второй половине 1980-х — первой половине 1990-х годов, бронзовый призёр Игр доброй воли и чемпионата Европы в помещении, многократный победитель и призёр первенств всесоюзного значения, рекордсмен СССР в беге на 3000 метров, участник летних Олимпийских игр в Сеуле. Представлял Ленинград и СКА. Мастер спорта СССР международного класса. Был доцентом кафедры физической культуры Санкт-Петербургского филиала Российской таможенной академии, ныне является доцентом кафедры №9 физической культуры Санкт-Петербургского государственного университета гражданской авиации.

## Биография
Михаил Дасько родился 26 января 1961 года в деревне Защебье Речицкого района Гомельской области Белорусской ССР.
Занимался лёгкой атлетикой в Ленинграде, выступал за Спортивный клуб армии. Окончил Ленинградское высшее военно-топографическое командное училище (1983) и Военный институт физической культуры (1994).
Впервые заявил о себе на взрослом всесоюзном уровне в сезоне 1986 года, когда выиграл бронзовую медаль в беге на 3000 метров на зимнем чемпионате СССР в Москве и одержал победу в беге на 5000 метров на летнем чемпионате СССР в Киеве. Попав в состав советской сборной, выступил на Играх доброй воли в Москве, где в дисциплине 5000 метров финишировал четвёртым.
В 1987 году на дистанции 3000 метров стал серебряным призёром на зимнем чемпионате СССР в Пензе, в дисциплине 12 км победил на чемпионате СССР по кроссу в Ессентуках.
В 1988 году в беге на 3000 метров завоевал бронзовую награду на чемпионате Европы в помещении в Будапеште. Благодаря череде удачных выступлений удостоился права защищать честь страны на летних Олимпийских играх в Сеуле, где в программе бега на 5000 метров сумел дойти до стадии полуфиналов.
После сеульской Олимпиады Дасько остался действующим спортсменом и продолжил принимать участие в крупнейших легкоатлетических турнирах. Так, в 1989 году он отметился выступлением на кроссовом чемпионате мира в Ставангере и на чемпионате мира в помещении в Будапеште, в дисциплине 5000 метров победил на чемпионате СССР в Горьком и стал третьим в личном зачёте на Кубке Европы в Гейтсхеде. На Спортивном фестивале ASV в Кёльне установил рекорд СССР в беге на 3000 метров — 7:42,0.
В 1990 году в дисциплине 3000 метров получил золото на зимнем чемпионате СССР в Челябинске, финишировал четвёртым на чемпионате Европы в помещении в Глазго. На летнем чемпионате СССР в Киеве превзошёл всех соперников в дисциплинах 5000 и 10 000 метров, участвовал в чемпионате Европы в Сплите, выиграл бронзовую медаль на 5000-метровой дистанции на Играх доброй воли в Сиэтле.
В 1991 году был лучшим в беге на 3000 и 5000 метров на зимнем чемпионате СССР в Волгограде, стартовал на кроссовом чемпионате мира в Антверпене, выиграл дисциплины 5000 и 10 000 метров на чемпионате страны в рамках X летней Спартакиады народов СССР в Киеве. В беге на 5000 метров также выступил на чемпионате мира в Токио и на Финале Гран-при IAAF в Барселоне.
В 1992 году в составе Объединённой команды, собранной из спортсменов бывших советских республик, финишировал третьим в личном зачёте бега на 10 000 метров на Кубке мира в Гаване, занял седьмое место на Международном экидене в Тибе.
В 1993 году представлял Россию на чемпионате мира по кроссу в Аморебьета-Эчано.
В 1994 году участвовал в кроссовом чемпионате мира в Будапеште, выиграл бронзовую медаль в дисциплине 10 км на открытом чемпионате России по бегу по шоссе в Адлере.
За выдающиеся спортивные достижения удостоен почётного звания «Мастер спорта СССР международного класса».
Подполковник в отставке. Впоследствии работал преподавателем на кафедре физической культуры Санкт-Петербургского филиала Российской таможенной академии, доцент. Судья республиканской категории по лёгкой атлетике.
В 2009—2010 годах участвовал в выборах депутатов муниципального совета Санкт-Петербурга от партии «Справедливая Россия».